# Ivanof Bay
Ivanof Bay è un CDP degli Stati Uniti d'America, situato nello Stato dell'Alaska e in particolare nel Borough di Lake and Peninsula.